# Jaedyn Shaw
Jaedyn Reese Shaw (* 20. November 2004 in Frisco, Texas) ist eine US-amerikanische Fußballspielerin und seit 2023 A-Nationalspielerin.

## Karriere

### Vereine
Shaw gehörte im Alter von 13 Jahren der FC Dallas Girls Academy an.
Im Frühjahr 2022 trat sie den Washington Spirit für die Vorsaison bei, bevor sie im selben Jahr zum Solar Soccer Club gelangte. Nach einer kurzen Verweildauer wurde sie vom San Diego Wave FC unter Vertrag genommen. Für diese Mannschaft bestritt sie in den Spielzeiten 2022 bis 2024 58 Punktspiele, in denen sie 13 Tore in der National Women’s Soccer League erzielte. Ihr Debüt am 30. Juli 2022 (13. Spieltag) bei den Chicago Red Stars krönte sie sogleich mit dem 1:0-Siegtreffer in der 27. Minute.
Seit der Spielzeit 2025 ist sie für North Carolina Courage aktiv.

### Nationalmannschaft
Nachdem Shaw am 19. Juni 2019 in den Niederlanden für die U15-Nationalmannschaft gegen die U15-Nationalmannschaft der Niederlande beim 2:2-Unentschieden ihr Debüt als Nationalspielerin für den USSF gegeben hatte, kam sie drei Jahre später für die U20-Nationalmannschaft zum Einsatz. Zunächst nahm sie mit ihrer Mannschaft vom 24. bis 28. Juni 2022 am Wettbewerb um den Sud Ladies Cup teil und erzielte zwei Tore in drei Spielen. Im selben Jahr war sie mit ihrer Mannschaft bei der altersbezogenen Weltmeisterschaft in Costa Rica vertreten. Nach drei Spielen in der Gruppe D und dem dritten Platz war das Turnier bereits beendet.
In der A-Nationalmannschaft hatte sie am 27. Oktober 2023 in Sandy im torlosen Freundschaftsspiel gegen die Nationalmannschaft Kolumbiens ab der 87. Minute (Einwechslung für Lynn Williams) ihre Premiere. Im zweiten Aufeinandertreffen, beim 3:0-Sieg zwei Tage später in San Diego, erzielte sie mit dem Treffer zum Endstand in der 83. Minute ihr erstes A-Länderspieltor. Am 2. und 6. Dezember wurde sie in zwei Begegnungen mit der Nationalmannschaft Chinas eingesetzt und erzielte nach dem 3:0-Sieg im ersten Vergleich das Siegtor in der 79. Minute beim 2:1-Sieg im zweiten Vergleich. Im Jahr darauf war sie mit ihrer Mannschaft im Wettbewerb um den CONCACAF W Gold Cup 2024 vertreten und bestritt alle drei Spiele der Gruppe A (2 Tore) und alle drei Spiele der Finalrunde (2 Tore), die mit dem 1:0-Finalsieg über die Nationalmannschaft Brasiliens am 10. März in San Diego mit dem Titelgewinn abgeschlossen wurde.
Im Turnier um den SheBelieves Cup 2024 wurde sie – bei nur vier teilnehmenden Mannschaften – am 6. und 10. April beim 2:1-Sieg über die Nationalmannschaft Japans (Torschützin zum 1:1 in der 21. Minute) im Halbfinale und beim 5:4-Sieg im Elfmeterschießen gegen die Nationalmannschaft Kanadas im Finale eingesetzt. Anschließend wurde sie im Zeitraum vom 1. Juni bis zum 3. Dezember 2024 in insgesamt neun Freundschaftsspielen, davon sieben in den Vereinigten Staaten, eingesetzt; eins fand im Wembley-Stadion (0:0 vs. England), eins im Bingoal Stadion (2:1 vs. Niederlande) statt. Im Juli/August gehörte sie dem Kader für das olympische Fußballturnier an, wurde im Turnierverlauf jedoch nicht eingesetzt. Als Teil ihrer Mannschaft, die Olympiasieger wurde, erhielt sie auch die Goldmedaille.
Im Turnier um den SheBelieves Cup 2025 wurde sie in allen drei Spielen berücksichtigt; mit der 1:2-Niederlage im letzten Spiel gegen die Nationalmannschaft Japans am 27. Februar wurde der erneute Turniersieg verpasst. Zwei in Freundschaft ausgetragene A-Länderspiele gegen die Nationalmannschaft Brasiliens endeten am 5. und 9. April mit 2:0 und 1:2.

## Erfolge
- SheBelieves-Cup-Siegerin: 2024
- Olympiasiegerin 2024 (ohne Turniereinsatz)
- CONCACAF-W-Gold-Cup-Siegerin: 2024
- Sud-Ladies-Cup-Siegerin: 2022